# 251 (số)
251 (hai trăm năm mươi mốt) là một số tự nhiên ngay sau 250 và ngay trước 252.